# Осенний гром
Осенний гром — входит в серию самых массовых ежегодных полумарафонов России, которые проводит команда 3sport. Осенний гром включает в себя три дистанции — полумарафон (21,1 км), забег-спутник на 5 км, также забег на 1 километр для юных спортсменов в возрасте от 0 до 12 лет. Также ежегодно, начиная с 2011 года, проходит ещё один полумарафон из «серии громов» — Весенний гром.
В настоящий момент на «Осеннем громе» применяется система хронометража — MYLAPS ProChip, позволяющая в режиме онлайн следить за результатами спортсменов.

## История
- 2017 — Такеда Осенний гром — 10 сентября — 1828 участников[2]
- 2016 — Такеда Осенний гром — 11 сентября — 1977 участников[3]
- 2015 — Полумарафон Осенний гром — 13 сентября — 1290 участников[4]
- 2014 — Полумарафон Осенний гром — 5 октября — 1500 участников
- 2013 — Полумарафон Осенний гром — 4 августа — 2178 участников
- 2012 — Home Credit Осенний Гром — 30 октября — 720 участников
- 2011 — Полумарафон Осенний гром — 30 октября — 357 участников
- 2010 — Полумарафон Осенний гром — 28 октября — 169 участников

## Организаторы
Команда 3sport.org — это Михаил Громов и Максим Буслаев, триатлеты-любители, за плечами которых немало различных соревнований по триатлону, бегу, велоспорту, плаванию и лыжным гонкам — от ТрансАльпа до Ironman.

## Благотворительность
- В 2014 году участники собрали 238 043 рубля, которые организаторы передали  благотворительному фонду «Подсолнух» на лечение 16-ти летнего Алексея Романова.
- В 2013 году участники собрали 207 038 рублей на лечение Ани Шевченко в рамках совместной акции с Благотворительным Фондом Константина Хабенского.
- В 2012 году участники собрали 63 923 рубля,которые были переданы в благотворительный фонд «Линия Жизни».